# Glasija
Glasija (franc. glacis) je vanjska zona fortifikacijske strukture, odnosno brisani prostor pod nadzorom topništva u tvrđavi. U vojnom inženjerstvu označava umjetnu zemljanu padinu ispred fortifikacijskih struktura konstruiranu tako da što moguće duže zadrži potencijalnog napadača pod braniteljskom vatrom do posljednjeg trenutka. Na prirodnoj razini tla trupe koje napadaju neki uzvišeni objekt imaju određeni stupanj zaštite od braniteljske vatre kada se približe samome objektu, pa su stoga inženjeri podigli takvo tlo kako bi stvorili glasiju koju branitelji mogu vatrom počistiti s parapeta. Glasija je prvotno dizajnirna radi zaštite kamenih fortifikacija jer je vertikalne zidove lako mogla razoriti topnička vatra. Glasija je skretala s putanje nadolazeće topovske kugle zahvaljujući podignutoj, ukošenoj površini od koje su se topovske kugle odbijale, padajući iza krhkih kamenih fortifikacija.
U općenitoj uporabi termin glasija može označavati bilo kakvu padinu koja ispunjava gore navedene zahtjeve.
Etimologija ove francuske riječi označava padinu koja je postala opasnom nakon što ju je prekrio led. Riječ glasija stoga se lako može dovesti u vezu s glečerom.

## Oklopna vozila
Termin glasijska ploča označava nakošeni prednji dio tenkovskog trupa ili nekog drugog oklopnog borbenog vozila. U izravnom oružanom sukobu, glasijska ploča je najveća i najočitija meta dostupna neprijateljskom topniku. Protutenkovske mine koje posjeduju mehanizam nagibnog štapa također se dizajniraju tako da se aktiviraju direktno ispod glasijske ploče. Stoga je glasijska ploča općenito najtanji dio tenkovskog oklopa, iza koje slijedi turelno lice i topovska cijev.

## Geologija
Erozijski ili depozicijski nanos s malom padinom. Erozijska glasija se najčešće pojavljuje u aridnim regijama, a nastaje kao posljedica intenzivne meteorizacije (razgradnje stijena zbog vremenskih uvjeta) i površinskog transporta laminarnim, epizodnim vodenim tokovima.

## Više informacija
- Fortifikacija
- Opsada
- Nagibni oklop